# Elite Residence
L'Elite Residence è un grattacielo situato a Dubai, negli Emirati Arabi Uniti nel distretto di Dubai Marina, affacciato su una delle isole di palme artificiali, Palm Jumeirah. L'edificio è alto 380,5 metri. Il grattacielo ha 695 appartamenti e 12 ascensori. La torre era il terzo edificio residenziale più alto del mondo quando fu completato il 21 gennaio 2012, diventando poi il quarto più alto dopo il completamento del 432 Park Avenue.